# Daubnitz
Daubnitz ist ein Ortsteil der Kleinstadt Lommatzsch im Landkreis Meißen in Sachsen.

## Geografie
Daubnitz liegt 2,3 km östlich von Lommatzsch, 1 km nördlich von Zöthain und 0,6 km westlich von Wachtnitz, mit dessen Bebauung es nahtlos verbunden ist. Jeder dieser Orte liegt orographisch links des Ketzerbachs, der bei Zehren in etwa 5 km Entfernung linksseitig in die Elbe mündet. Die drei nächstgelegenen Erhebungen sind in aufsteigender Reihenfolge ihrer Entfernung der Spitzigberg im Osten (157 m), der Mühlberg im Süden (144 m) und der Galgenberg bei Lommatzsch im Westen (175 m).

## Geschichte
Der Ort wurde 1180 als Herrensitz erwähnt. Ab 1547 bewirkt die Grundherrschaft des Klosters zum Heiligen Kreuz Meißen den Ausbau des Orts zum Vorwerk bis spätestens 1551.
1802 verrichtete in Daubnitz eine Wassermühle am südwestlichen Ortsrand ihren Dienst, die heute durch den Freistaat als technisches Denkmal ausgewiesen ist.
Am 1. November 1935 wurde das bis dahin eigenständige Daubnitz nach Wachtnitz eingemeindet. Durch die Gebietsreformen vom 1. Januar 1994 wurden beide Ortsteile von Lommatzsch.

### Bevölkerungsentwicklung
| Jahr          | 1834 | 1871 | 1890 | 1910 | 1925 |
| Einwohnerzahl | 195  | 241  | 199  | 239  | 245  |

## Wirtschaft und Infrastruktur

### Verkehr
Durch den Ort führt die K 8070, die circa 0,7 km nördlich an die S 32 gebunden ist, welche Lommatzsch mit Zehren bzw. der B 6 verbindet. An der S 32 befindet sich am Abzweig der Kreisstraße beidseitig eine Bushaltestelle.
Auf der Nordroute der Meißner 8 wird Daubnitz als Station zwischen Zehren und Mertitz durchquert, die auf diesem Abschnitt mit der Elbe–Mulde-Verbindung von Zehren nach Döbeln identisch ist.